# Teretni zrakoplov
Teretni zrakoplov (eng.: freighters) je zrakoplov projektiran ili prilagođen za prijevoz robe. Ima ugrađena jedna ili više velikih teretnih vrata za utovar i istovar. Nalaze se u flotama civilnih zrakoplovnih tvrtki i oružanim snagama kao i tvrtkama koje prevoze samo teret. Većina teretnih zrakoplova za smještaj tereta koristi standardnu ULD opremu (kontejnere i palete) s čime se skraćuje i pojednostavljuje utovar i istovar. 
Teretni zrakoplovi projektirani za prijevoz tereta razlikuju se od konvencionalnih putničkih aviona: imaju širi promjer trupa, visoko ugrađeno krilo s čime se omogućuje da teretni prostor bude što bliže zemlji, veliki broj kotača za slijetanje na loše pripremljene terene i visoko postavljene repne površine kako bi se teret mogao direktno uvesti i izvesti iz zrakoplova.

## Povijest
Zrakoplovi su još 1911. godine počeli prevoziti poštu iako nisu bili projektirani za teretni prijevoz. Sredinom 1920.-ih proizvođači zrakoplova počeli su projektirati zrakoplove i za tu namjenu.  
Jedan od prvih teretnih zrakoplova je bio njemački Arado Ar 232 korišten tijekom Drugog svjetskog rata a trebao je zamijeniti inačicu Junkersa Ju 52 koja se iz putničkog modela mogla preinačiti u teretni model. Izrađeno je samo nekoliko Ar 232 aviona. Ostale vojne snage su u to doba najviše koristile teretnu inačicu Douglasa DC-3. Neposredno poslije Drugog svjetskog rata teretni avioni ostvarili su važnu ulogu u razvoju prijevoza posebice tijekom "hladnoga rata". U zračnom mostu za Berlin u vrijeme Berlinske blokade teretni avioni odigrali su najvažniju ulogu u dostavi opreme i hrane tog doba. 
U godinama nakon rata razvoj teretnih aviona uključivao je i neke eksperimentalne osobine kao na primjer teretni prostor zrakoplova C-82 Packet koji se mogao ukloniti od ostalog dijela zrakoplova a inovacija visoko postavljenih repnih površina na C-123 Provideru postala je uobičajena na avionima koji su slijedili. Daljnji ozbiljniji razvoj ovih aviona omogućili su turbo-propelerni mlazni motori. Jedan od najranijih primjera je C-130 Hercules koji je još uvijek u širokoj uporabi. 

## Civilni teretni zrakoplovi
Najviše teretnih zrakoplova nastalo je pretvorbom starijih putničkih aviona koji radi promijenjenih zahtjeva tržišta, sigurnosnih zahtjeva i velike buke koju proizvode više nisu bili za prijevoz putnika. Na tržištu su u ponudi i novi, isključivo teretni avioni. Teretni zrakoplovi obično imaju ojačanu konstrukciju poda kabine i velika teretna vrata na trupu a kabina je bez prozora.
Boeing 747 može biti naručena kao teretna inačica s velikim nosnim vratima pri čemu se cijeli nosni dio aviona podiže stvarajući tako otvor širine trupa. Unutrašnjost teretnog prostora prilagođena je za utovar/istovar standardne ULD opreme.

## Vojni teretni zrakoplovi
Vojni teretni zrakoplovi su avioni i helikopteri koji se koriste za prijevoz vojnika, oružja i druge vojne opreme u bilo koje područje vojnih operacija diljem svijeta, obično izvan komercijalnih letnih smjerova i u nekontroliranim zračnim prostorima. Tijekom Drugog svjetskog rata bili su to preinačeni bombarderi korišteni za isporuku desantnih snaga i vuču vojnih jedrilica. Neki vojni transportni zrakoplovi su bili višenamjenski, obavljajući zadatke kao što su nadopuna goriva tijekom leta, uspostava taktičkih, operativnih i strateških zračnih mostova.

### Teretni avioni
Teretni avioni se najčešće definiraju prema njihovim mogućnostima kao strateški i taktički transporteri ovisno o potrebama zemaljskih snaga kojima pružaju podršku. 
Specijaliziranu ulogu imaju teretni zrakoplovi koji prevoze gorivo za nadopunu drugih zrakoplova s ograničenim doletom kao što su lovci i helikopteri. Manji, "uslužni" (eng.:"utility"), teretni avioni često se koriste za prijevoz vojne komunikacijske opreme kao privremenog ili stalnog postrojenja, u ulozi zračne komande ili kao ambulantni zrakoplovi.

### Teretni helikopteri
Vojni teretni helikopteri se koriste na mjestima gdje je uporaba konvencionalnih zrakoplova nemoguća. Obično su to nepristupačna mjesta bez uzletno-sletne staze, šumovita i planinska područja te manji otoci. Helikopter svoj teret može prenositi ovješen ispod sebe i dostaviti ga na željeno mjesto bez slijetanja.
Svrstavaju se u tri razreda: jurišni, srednji i teški transportni helikopteri.
Jurišni transportni helikopteri su obično najmanji i projektirani za prebacivanje jedne pješačke jedinice i njihove opreme. Naoružani su za samoobranu,czaštitu u tranzitu i za osiguranje sigurnog slijetanja u odredišnu zonu. Primjeri ove klase su Sikorsky S-70 i Mil Mi-8 (s naoružanjem). 
Kako sve vojske nisu u mogućnosti koristiti potpuni ponuđeni spektar, srednji razred  transportnih helikoptera je najrasprostranjeniji. Ovi helikopteri su općenito u stanju prevesti opremljeni pješački vod, vučno topništvo ili lakša terenska vozila. Za razliku od jurišnih, ovaj helikopter ne slijeće izravno u borbenu zonu nego se koristi za pripremu ljudstva i opreme za početni napad. Primjeri uključuju nenaoružane inačice Mil Mi-8, Super Pumu i CH-46 Sea Knight. 
Teški teretni helikopteri su najveći i sposobni prevesti najveće i najteže terete. Trenutno su u uporabi CH-53 Sea Stallion i srodni mu CH-53E Super Stallion, CH-47 Chinook, Mil Mi-26 i Aérospatiale Super Frelon. Sposobni su za prijevoz do 80 vojnika i premještanje manjih naoružanih oklopnih vozila (obično su vozila ovješena ispod helikoptera, ali mogu se prevoziti i unutrašnjosti). Helikopteri djeluju kao taktički transporteri vršeći zadatke kao i manji turbopropelerski transportni avioni. Niža brzina, dolet i povećana potrošnja goriva nadoknađuje njegova sposobnost djelovanja na svim terenima.

## Vanjske poveznice
- Antonov
- Cargo Aircraft - aircraft-charter-world.com   Arhivirana inačica izvorne stranice od 2. veljače 2009. (Wayback Machine)